# معضلة الدائرة لغاوس
في الرياضيات، تتمثل معضلة الدائرة لغاوس في البحث عن عدد النقط ذات الإحداثيات المساوية لأعداد صحيحة والموجودة داخل الدائرة المتمركزة على مركز المعلم وذات الشعاع المساوي ل r. أول تطور نحو حل هاته المعضلة قام به كارل فريدريش جاوس، ولهذا سميت باسمه.

## المعضلة
{\displaystyle m^{2}+n^{2}\leq r^{2}.}

## معضلة الدائرة الأولية
تعميم آخر لهاته المعضلة يتمثل في البحث عن الأعداد الأولية فيما بينها m وn

## وصلات خارجية
- إيريك ويستاين، معضلة الدائرة لغاوس، ماثوورلد Mathworld (باللغة الإنكليزية).